# Tabriz
Tabriz (azerbajdžansko تبریز, latinizirano: Təbriz, perzijsko تبریز, latinizirano: Tabriz) je mesto z največjim številom prebivalcev v Iranskem Azerbajdžanu in ena od zgodovinskih prestolnic Irana. Mesto  upravno središče province Vzhodni Azerbajdžan. Stoji v dolini reke Quru med dolgima grebenoma vulkanskih stožcev gorovij Sahand in Eynali z nadmorsko višino od 1.350  do 1.600 m. Dolina se odpira v ravnico, ki se počasi spušča proti obali Urmijskega jezera približno 60 km proti zahodu. Mesto ima hladne zime in zmerno topla poletja, primerna za poletni turizem.
Mesto ima 1.800.000 prebivalcev, večinoma Azerbajdžancev, ki govorijo azerbajdžansko. Ima industrijo avtomobilskih delov, obdelovalnih strojev, rafinerijo in petrokemijo, tekstilno industrijo in proizvodnjo cementa. Slovi po umetni obrti, predvsem po ročno tkanih preprogah in nakitu, lokalnih slaščicah, suhih lešnikih, čokoladi in tradicionalni hrani. V mestu je nekaj najprestižnejših akademskih in kulturnih institucij v severozahodnem Iranu.
Ima dolgo in burno zgodovino, ki se začenja okoli leta 1500 pr. n. št.. Najbolj ohranjeni zgodovinski spomeniki  so iz obdobij  Ilkanidov (Mongolsko cesarstvo), Safavidov in Kadžarskega cesarstva. Najbolj znan je Tabriški bazar, ki je od leta 2010 del Unescove svetovne kulturne dediščine. V zgodnji moderni dobi je mesto postalo ključno za razvoj treh regij: Kavkaza, vzhodne Anatolije in osrednjega Irana. V 19. stoletju je kot najbližje Evropi v mnogo pogledih postalo najpomembnejše mesto v državi. Pred prisilnim odstopom iranskih kavkaških ozemelj Carski Rusiji po dveh rusko-perzijskih vojnah v prvi polovici 19. stoletja je bil Tabriz glavni sedež iranske oblasti v njenih kavkaških ozemljih. V celem kadžarskem obdobju (do leta 1925) je bil tudi sedež kronskih princev.

## Etimologija
Po nekaterih virih, vključno z Encyclopædijo Britannico, ime Tabriz izhaja iz tap-riz ('teče vroče'), zaradi številnih termalnih vrelcev na tem območju.
Drugi viri trdijo, da je leta 246 n. št., da bi se maščeval za smrt svojega brata, armenski kralj Tiridat II. odbil Ardaširja I. iz sasanidskega cesarstva in spremenil ime mesta iz Šahistan v Tauris, ki izhaja iz ta-vrezh ('to maščevanje' pri Grabarju). Leta 297 je postal prestolnica [[Tiridata III., armenskega kralja. Vendar ima ta zgodba ljudski izvor in noben starodavni vir ni zabeležil takega dogodka. To temelji na poročilih Vardana Arevelcija, armenskega zgodovinarja iz 13. stoletja. Zato je bilo zgodovinsko armensko ime za mesto Tavrež (armensko Թաւրէժ, latinizirano: T'avrēž).
Cambridge History of Iran kaže na povezavo med »starodavno trdnjavo Tarui-Tarmakisa« (ali Tarvi-Tarvakisa), ki je obstajala v 8. stoletju pr. n. št., in mestom Tabriz, Arheološka zgodovina Irana Ernsta Emila Herzfelda prav tako neposredno enači Tarvakiso s Tabrizom. Vendar pa nekateri raziskovalci verjamejo, da se Tabriz lahko šteje za prediranski toponim.

## Zgodovina

### Zgodnja zgodovina
Zgodnja zgodovina Tabriza ni dobro dokumentirana. Najzgodnejši civilizacijski znaki v mestu pripadajo železnodobnemu grobišču iz 1. tisočletja pr. n. št., ki je bilo izkopano v poznih 1990-ih na severni strani Modre mošeje. Mesto, vpisano tudi že leta 714 pr. n. št. naprej kot Tarui ali Tauris, na epigrafu asirskega kralja [[Sargon II.|Sargona II.]g leta 714 pr. n. št.
Egiptolog David Rohl je predlagal, da je bil legendarni Rajski vrt blizu Tabriza. Arheolog Eric H. Cline je komentiral Rohlova stališča in zapisal, da »se njegovi predlogi niso prijeli v znanstveni srenji. Njegovemu argumentu ne pomaga dejstvo, da je odvisen od špekulacij glede prenosa krajevnih imen za različne reke in bližnjih sorodnih območij od antike do danes. Na koncu, čeprav Rohlov predlog ni izključen, se zdi nič bolj verjeten kot katera koli druga hipoteza in manj verjeten od tistih, ki so jih predlagali Speiser, Zarins in Sauer.«
Od najzgodnejše dokumentirane zgodovine Tabriza je bil izbran za prestolnico več vladarjev, začenši z obdobjem Atropata in njegove dinastije. Verjetno je bilo mesto večkrat uničeno zaradi naravnih nesreč ali invazijskih vojsk. Najzgodnejši elementi sedanjega Tabriza naj bi bili zgrajeni bodisi v času zgodnjih Sasanidov v 3. ali 4. stoletju našega štetja ali kasneje v 7. stoletju. Mesto se je v srednjeperzijščini imenovalo T'awrēš.

## Od arabskega osvajanja do ustavne revolucije
Po muslimanskem osvajanju Irana je v Tabrizu prebivalo arabsko pleme Azd iz Jemna. V tem času se je začel razvoj postislamskega Tabriza. Islamski geograf Jakut al-Hamavi pravi, da je bil Tabriz vas, preden je Ravad iz plemena Azd prišel v Tabriz. Leta 791 našega štetja je Zubaidah, žena abasidskega kalifa Haruna al-Rašida, obnovila Tabriz po uničujočem potresu in tako polepšala mesto, da si je prislužila, da je bila njegova ustanoviteljica.
V ramadanu leta 1208 je Tabriz, kot tudi njegova sosednja mesta in ozemlja osvojila Kraljevina Gruzija pod Tamaro Veliko, kot odgovor na pokol 12.000 kristjanov v mestu Ani pod gruzijskim nadzorom na velikonočni dan, ki so ga izvedli muslimani. V bližnjem Ardabilu, ki so ga tudi osvojili Gruzijci, je bilo pobitih kar 12.000 muslimanov. Gruzijci so nato nadaljevali pot in med potjo zajeli mesti Khoj in Kazvin.
Po mongolski invaziji je Tabriz zasenčilo mesto Maraga kot poznejša ilkanidska mongolska prestolnica Azerbajdžana, dokler je leta 1392 ni oplenil Timur.
Abaka Kan, četrti vladar Ilkanata, ga je leta 1295 izbral za prestolnico zaradi njegove priljubljene lege na severozahodnih travnikih, njegov naslednik Gazan Kan pa ga je naredil za glavno upravno središče imperija, ki se raztezal od Anatolije do reke Oksus in od Kavkaza do Indijskega oceana. Pod njegovo vladavino so okoli mesta zgradili novo obzidje in postavili številne javne stavbe, izobraževalne ustanove in karavanseraje, ki so služili trgovcem, ki so potovali po starodavni Svilni cesti. Bizantinec Grēgorios Chioniadēs naj bi v tem času služil kot pravoslavni škof v mestu.
V 13. stoletju so bili številni zahodni popotniki, ki so obiskali Tabriz na poti proti vzhodu, presenečeni nad bogastvom mesta, njegovih veličastnih stavb in institucij.
Marco Polo je okoli leta 1275 potoval po Svilni cesti mimo Tabriza in ga opisal kot: »veliko mesto, obdano z lepimi in prijetnimi vrtovi. Je na odlični legi, tako da blago, ki so ga pripeljali sem, prihaja iz mnogih regij. Latinski trgovci, zlasti Genovežani, hodijo tja kupovat blago, ki prihaja iz tujih dežel.«
Od leta 1375 do 1468 je bil Tabriz glavno mesto države Kara Kojunlu v Azerbajdžanu, dokler bojevniki Ak Kojunluja niso porazili vladarja Kara Kojunluja, Jahan Šaha. Ak Kojunlu je Tabriz izbral za svojo prestolnico od 1469 do 1501. Nekateri obstoječi zgodovinski spomeniki kot je Modra mošeja, pripadajo obdobju Kara Kojunlu.
Leta 1501 je Ismail I. vstopil v Tabriz in ga razglasil za glavno mesto svoje safavidske države. Leta 1514 je po bitki pri Chaldiranu Selim I. oplenil Tabriz. 16. julija 1534 je pred osmansko osvojitvijo Bagdada Tabriz zasedel Pargali Ibrahim Paša. Leta 1555 je Tahmasp I. svojo prestolnico prenesel v Kazvin, da bi se izognil naraščajoči grožnji osmanske vojske njegovi prestolnici.
Med letoma 1585 in 1603 je bil Tabriz pod okupacijo Osmanov. Potem ko so ga ponovno zavzeli Safavidi pod Abasom I. Perzijskim kraljem, je mesto postalo glavno trgovsko središče, ki je trgovalo z Osmanskim cesarstvom, Rusijo in Kavkazom. Tabriz je zasedel in oplenil osmanski Murat IV. leta 1635 med osmansko-safavidsko vojno (1623–39), preden je bil vrnjen Perziji po pogodbi iz Zohaba leta 1639. Mesto je popolnoma opustošil močan potres leta 1641.
Poleti 1721 je velik potres ponovno pretresel Tabriz in ubil okoli osemdeset tisoč njegovih prebivalcev. Pustošenje se je nadaljevalo v letih 1724–1725, ko je mesto vdrla osmanska vojska. Med tem krogom invazije so Osmani v Tabrizu številne zaprli in pobili okoli dvesto tisoč prebivalcev. Mesto je nato ponovno zavzela iranska vojska, nato pa je razširjena lakota, skupaj s širjenjem smrtonosnih bolezni, pobila več tistih, ki so še ostali. Leta 1780 je velik potres prizadel blizu Tabriza in ubil kar dvesto tisoč ljudi, preživelih pa jih je bilo le okoli trideset tisoč.
Ob koncu 18. stoletja je bilo mesto razdeljeno na več okrožij, od katerih je vsakemu vladala družina, vse do leta 1799, ko je bil kadžarski princ Abas Mirza imenovan za guvernerja mesta. V času rodbine Kadžar je bilo mesto rezidenca prestolonaslednika. Prestolonaslednik je običajno služil tudi kot guverner province Azerbajdžan. Nekateri najpomembnejši dogodki v tem obdobju so bile vojne med kadžarskim Iranom in sosednjo imperialno Rusijo. Pred prisilno predajo iranskih kavkaških ozemelj, ki obsegajo današnjo Gruzijo, južni Dagestan, Azerbajdžan in Armenijo, carski Rusiji po dveh rusko-perzijskih vojnah v prvi polovici 19. stoletja je bil Tabriz, ki je bil na strateški lokaciji, ključnega pomena za izvajanje iranske vladavine na njenih kavkaških ozemljih. Med zadnjo rusko-perzijsko vojno 1826–1828, je mesto za Rusijo leta 182 zavzel general princ Eristov, ki je vkorakal v mesto s 3000 vojaki.  Potem ko sta Abas Mirza in Ivan Paskevič podpisala mirovno pogodbo, ki je omogočila nepreklicno odstop zadnjih preostalih kavkaških ozemelj, se je ruska vojska umaknila iz mesta. Kljub temu je ruski politični in vojaški vpliv ostal glavna sila v Tabrizu in severozahodnem Iranu celo do padca Ruskega imperija v začetku 20. stoletja. Po umiku ruske vojske je Abas Mirza, kadžarski prestolonaslednik, iz Tabriza sprožil načrt modernizacije, med katerim je uvedel institucije v zahodnem slogu, uvozil industrijske stroje, vzpostavil prvo redno poštno službo in se lotil vojaških reform. Začel je tudi akcijo obnove in vzpostavil sodoben davčni sistem.
- Mošeja Saheb-ol-Amr in reka Quru, Eugène Flandin 1841.
- Skica vrat Tabriz, Eugène Flandin 1841.
- Skica hiše iz 19. stoletja v Tabrizu, Eugène Flandin.
- Slika Modre mošeje, Jules Laurens, 1872.

### Glavno mesto Irana
Tabriz je za prestolnico izbralo več vladarjev od časa Atropata. Bilo je glavno mesto Ilkanata (Mongoli) od leta 1265. V obdobju Gazan Kana, ki je prišel na oblast leta 1295, je mesto doseglo svoj največji sijaj. Poznejše kraljestvo se je raztezalo od Amu Darje na vzhodu do meja z Egiptom na zahodu in od Kavkaza na severu do Indijskega oceana na jugu. Ponovno je bilo glavno mesto Irana med obdobjem Kara Kojunlu od 1375 do 1468 in nato med Ak Kojunlu v letih 1468–1500 in je bilo glavno mesto Irana v safavidskem obdobju od leta 1501 do njihovega poraza leta 1555.
Med obdobjem Kadžarov je bil Tabriz uporabljen kot rezidenčno središče iranskega prestolonaslednika (1794–1925).

### Mesta izkopavanj
Leta 2002 so med gradbenim projektom na severni strani Modre mošeje (del projekta Svilna cesta) odkrili starodavno pokopališče. To je ostalo skrivnost, dokler gradbeni delavec ni obvestil oblasti. Radiokarbonska analiza univerze Allameh Tabatabai je pokazala, da je vsebina grobov starejša od 3800 let. Muzej teh izkopanin, vključno z Modro mošejo, je bil odprt za javnost leta 2006.
Drugo mesto izkopavanj je v ulici Abbasi na lokaciji Rab'-e Rashidi, kjer je bila pred približno 700 leti lokacija akademske ustanove. Ustanovljena je bila v obdobju Ilkanidov.

## Geografija
Tabriz ležia na severozahodu Irana v provinci Vzhodni Azerbajdžan med gorama Ejnali in Sahand na rodovitnem območju ob rekah Adži in Guri. Lokalno območje je potresno in v svoji zgodovini je bilo mesto večkrat opustošeno in obnovljeno.
Tabriz ima hladno polsušno podnebje (Köppen: BSk, Trewartha: BS), ki meji na vlažno celinsko podnebje z vročimi poletji (Köppen: Dsa, Trewartha: Dc). Letna količina padavin je približno 283 mm, od tega velik del snega v zimskih mesecih ter dežja spomladi in jeseni. Spomladi in jeseni ima mesto milo in lepo podnebje, poleti je vroče in suho, pozimi pa snežno in hladno. Povprečna letna temperatura je 12,6 °C. Hladni vetrovi pihajo od vzhoda proti zahodu, večinoma poleti.

### Onesnaževanje okolja
Onesnaženost zraka je eno glavnih okoljskih vprašanj v Tabrizu. Onesnaženost zraka je posledica povečanja števila avtomobilov, ki se vozijo v mesto, in onesnaževalnih industrij, kot so termoelektrarne, petrokemični kompleksi in rafinerije nafte na zahodu mesta. Stopnja onesnaženosti zraka se je v drugi polovici 20. stoletja nenehno povečevala. Z mandatom nacionalnih okoljskih kodeksov težke industrije se je industrijsko onesnaževanje zraka v zadnjih letih zmanjšalo. Kakovost zraka v mestu pa je daleč od svetovnih norm čistega zraka.
Neposredna okoljska grožnja je krčenje in izsušitev jezera Urmia, ki je na obrobju zahodnega Tabriza. Jezero se od konca 20. stoletja sooča s hudo krizo. Zmanjšanje globine vode, povečanje slanosti vode do ravni nasičenosti in pojav obsežnih solnih polj okoli jezera so zaskrbljujoči znaki postopnega popolnega izsuševanja edinstvenega ekosistema. Do tega je prišlo zaradi globalnega segrevanja in vedno večjih potreb po neustreznih virih sladke vode v porečju. Obstaja bojazen, da bi lahko v bližnji prihodnosti nizko ležeči oblaki soli in mineralov v zraku lebdeli nad velikimi območji okoli jezera in predstavljali resno nevarnost za zdravje.

## Glavne znamenitosti
Tabriz je v svoji zgodovini opustošilo več potresov (npr. leta 858, 1041 in 1721) in posledično se je od številnih spomenikov do danes ohranilo le nekaj ali del njih. Poleg tega so bili nekateri zgodovinski spomeniki v celoti ali delno uničeni med gradbenimi projekti (Ark iz Tabriza je zdaj v nevarnosti uničenja zaradi tekočega bližnjega gradbenega projekta Mosal'laye Emam). Kljub temu so do danes ostali še  številni spomeniki, kot so:
- Most Adži Chay
- Hiša Amirja Nezama (muzej Kadžarov)
- Arg Tabriz
- Azerbajdžanski muzej
- Bagmaša vrata
- Zgodovinski bazar v Tabrizu, svetovna dediščina
- Hiša Behnam (šola arhitekture)
- Modra mošeja (Goy Masjid)
- Hiša ustavne revolucije v Tabrizu (muzej Mashrouteh)
- Vzhodnoazerbajdžanska provincialna palača
- Most čez reko Kuri
- Haidarzadehova hiša
- Hiša dr. Haririja
- Imamzadehova mošeja, Tabriz
- Muzej železne dobe
- Petkova mošeja, Tabriz
- Muzej pesnikov (Maqbaratoshoara)
- Muzej mer
- Mestna hiša, Tabriz
- in drugi

- Saat Tower
- Veliki bazar
- Muzej železne dobe
- Hiša Amirja Nezama (muzej Kadžarov)
- Ustavna hiša Tabriz
- Muzej mer
- Hiša Behnam
- Most čez reko Kuri
- Azerbajdžanski muzej
- Modra mošeja
- Park Šah-goli
- Cerkev sv. Marije
- Chay kenar (ob reki) ponoči
- Svetišče in mošeja Sejeda Hamzeha
- Mošeja v Tabrizu

## Gospodarstvo
Tabriz je največje gospodarsko središče severozahodnega Irana. Gospodarstvo Tabriza temelji na trgovini, storitvah, zdravstvenem varstvu in farmaciji, mali in težki industriji ter obrti. Tabriz je glavno mesto štirih iranskih podjetij s seznama Fortune 100, vključno z: ITMCO, Palaz Moket, Kashi Tabriz, Shirin Asal, Aydin.

### Rokodelski ateljeji
Zaradi svoje izrazite obrti in preprog je Tabriz izbran za svetovno mesto obrti in preprog. Tabriz je glavno središče za proizvodnjo znanih perzijskih preprog. Izrazita vzdržljivost preprog iz Tabriza in njihovi edinstveni vzorci so jih naredili za znano blagovno znamko na svetovnih trgih preprog. Preproge imajo običajno ozadje iz slonovine z motivi modre, vrtnice in indiga. Pogosto imajo simetrične in uravnotežene oblike. Običajno imajo en sam medaljon, ki je obdan z vinsko trto in palmetami. Ena od glavnih značilnosti kakovosti preprog Tabriz je slog tkanja, pri katerem se uporabljajo posebnosti, ki zagotavljajo vzdržljivost preproge v primerjavi na primer s preprogami iz Kašana.
Poleg preprog je mesto znano po številnih drugih ročnih izdelkih, vključno s srebrnino, graviranjem lesa, lončarstvom in keramiko, galamzani (iranski slog toreutike), moarak (iranski slog mozaika), monabat, vezenje.
- Vzorec preprog Tabriz
- Na novo izdelan bronasti astrolab, kot vzorec galamzanija
- Graver v Tabrizu

## Pobratena mesta
Tabriz je pobraten z:
- Baku, Azerbajdžan (1980)
- Erzurum, Turčija (2011)
- Ganja, Azerbaijan (2015)
- Gaza, Palestine (2013)
- Carigrad, Turčija (2010)
- Karbala, Irak (2016)
- Kazan, Rusija (2004)
- Khudžand, Tadžikistan (2011)
- Mogilev, Belorusija (2012)
- Šanghaj, Kitajska (2019)